# SummerSlam (2018)
SummerSlam (2018) – gala wrestlingu wyprodukowana przez federację WWE dla zawodników z brandów Raw, SmackDown i 205 Live. Odbyła się 19 sierpnia 2018 w Barclays Center w Brooklynie w stanie Nowy Jork. Emisja była przeprowadzana na żywo za pośrednictwem WWE Network oraz w systemie pay-per-view. Była to trzydziesta pierwsza gala w chronologii cyklu SummerSlam.
Na gali odbyło się trzynaście walk, w tym trzy podczas pre-show. W walce wieczoru, Roman Reigns pokonał Brocka Lesnara zdobywając Universal Championship, kończąc rekordowe panowanie Lesnara. W innych ważnych walkach, Ronda Rousey pokonała Alexę Bliss, aby zdobyć Raw Women’s Championship, stając się jedyną kobietą, która wygrała mistrzostwo UFC i WWE, The Miz pokonał Daniela Bryana, Samoa Joe pokonał WWE Championa AJ Stylesa przez dyskwalifikację oraz Seth Rollins pokonał Dolpha Zigglera i odzyskał Intercontinental Championship.

## Produkcja
SummerSlam oferowało walki profesjonalnego wrestlingu z udziałem wrestlerów należących do brandów Raw i SmackDown. Oskryptowane rywalizacje (storyline’y) kreowane były podczas cotygodniowych gal Raw, SmackDown Live oraz ekskluzywnej dla dywizji cruiserweight 205 Live. Wrestlerzy są przedstawieni jako heele (negatywni, źli zawodnicy i najczęściej wrogowie publiki) i face’owie (pozytywni, dobrzy i najczęściej ulubieńcy publiki), którzy rywalizują pomiędzy sobą w seriach walk mających budować napięcie. Kulminacją rywalizacji jest walka wrestlerska lub ich seria.

### Rywalizacje
Po zachowaniu tytułu przeciwko Nii Jax na Extreme Rules w Extreme Rules matchu, mistrzyni kobiet Raw Alexa Bliss powiedziała, że pokonała każdą kobietę z listy Raw. Ronda Rousey, której Bliss kosztowała walkę o mistrzostwo w Money in the Bank i która została zawieszona, wyszła z tłumu i zaatakowała Bliss i Mickie James. Generalny menadżer Raw, Kurt Angle, przedłużył zawieszenie Rousey o kolejny tydzień, a także przyznał jej walke o tytuł na SummerSlam, pod warunkiem, że nie złamie ponownie swojego zawieszenia.
Ponieważ Universal Champion Brock Lesnar odmówił obrony tytułu na Extreme Rules, generalny menadżer Raw Kurt Angle postawił mu ultimatum: obroń tytuł lub zostaniesz z niego pozbawiony. Na Raw po Extreme Rules adwokat Lesnara Paul Heyman zgodził się, że Lesnar będzie bronił tytułu na SummerSlam. Bobby Lashley, Drew McIntyre, Seth Rollins, Elias, Finn Bálor i Roman Reigns wszyscy z ich chcieli walki o tytuł. W odpowiedzi Angle zaplanował dwa Triple Threat matche tej nocy, a zwycięzcy zmierzą się ze sobą w następnym tygodniu, aby wyłonić rywala Lesnara. Reigns wygrał pierwszy Triple Threat match nad Bálorem i McIntyre’em, podczas gdy Lashley wygrał drugi z Eliasem i Rollinsem. W następnym tygodniu Reigns pokonał Lashleya. Lesnar i Heyman następnie sfałszowali zerwanie przed zasadzką na Reignsa na ostatnim Raw przed SummerSlam.
Na Extreme Rules, Kevin Owens pokonał Brauna Strowmana w Steel Cage matchu po tym, jak Strowman rzucił Owensa ze szczytu klatki na stół do transmisji. 23 lipca na odcinku Raw Owens przysiągł, że odbierze Strowmanowi wszystko. Rewanż został ustalony na SummerSlam ze stypulacją, że jeśli Owens wygra, nawet przez dyskwalifikację lub wyliczenie, wygra kontrakt Money in the Bank Strowmana.
Na Extreme Rules, Dolph Ziggler pokonał Setha Rollinsa 5–4 w nagłej śmierci po przedłużeniu czasu w 30 minutowym meczu Iron Man matchu, aby zachować Intercontinental Championship, dzięki interwencji partnera Zigglera, Drew McIntyre’a. 23 lipca na odcinku Raw zaplanowano rewanż pomiędzy Zigglerem i Rollinsem o tytuł na SummerSlam z McIntyre’em w narożniku Zigglera. Podczas podpisywania kontraktu 13 sierpnia, Dean Ambrose wrócił po kontuzji, potwierdzając, że będzie w narożniku Rollinsa.
Na Extreme Rules Finn Bálor pokonał Barona Corbina. Kilka tygodni później ustalono rewanż między nimi, w którym Corbin pokonał Bálora. W następnym tygodniu ustalono kolejną walkę pomiędzy nimi na SummerSlam.
13 sierpnia 2018 na odcinku Raw The B-Team (Bo Dallas i Curtis Axel) obronili Raw Tag Team Championship w Triple Threat matchu przeciwko Mattowi Hardy’emu i Brayowi Wyattowi oraz The Revival (Dash Wilder i Scott Dawson), po walce The Revival wykonał Shatter Machine na Wyattcie, tylko po to, by Axel wyrzucił Dawsona z ringu i przygwoździł Wyatta. Następnie The B-Team miał obronić mistrzostwo przed The Revival podczas pre-show SummerSlam.
24 lipca na odcinku SmackDown, generalna menadżerka SmackDown Paige miała ujawnić przeciwnika AJ Stylesa o WWE Championship na SummerSlam, kiedy James Ellsworth próbował przejąć miano pretendenta. Paige zwolniła go i zobaczyła, jak został wyrzucony z budynku, kiedy Samoa Joe zaatakował Stylesa Coquina Clutch, a następnie podpisał kontrakt.
21 lipca Paige ustaliła turniej Tag Team, w którym zwycięska drużyna zdobyła prawo do zmierzenia się z The Bludgeon Brothers (Harper i Rowan) o SmackDown Tag Team Championship na SummerSlam. Turniej rozpoczął się 24 lipca na odcinku SmackDown The New Day (reprezentowanym przez Big E i Xaviera Woodsa), a Cesaro i Sheamus awansowali do finału, pokonując odpowiednio SAnitY (Alexander Wolfe i Killian Dain) oraz The Usos (Jey i Jimmy Uso). The New Day (reprezentowany przez Big E i Kingstona) pokonał Cesaro i Sheamusa w finale, by zmierzyć się z The Bludgeon Brothers o tytuły na SummerSlam.
24 lipca na odcinku SmackDown, Becky Lynch pokonała SmackDown Women’s Champion Carmellę w non-title matchu, aby zdobyć prawo do walki o tytuł na SummerSlam. W następnym tygodniu Charlotte Flair powróciła i uratowała Lynch przed atakiem Carmelli. Tej samej nocy Flair pokonała Carmellę, a następnie została dodana do walki o tytuł, co czyniło go Triple Threat matchem.
Na Extreme Rules, Shinsuke Nakamura pokonał Jeffa Hardy’ego i zdobył mistrzostwo Stanów Zjednoczonych po przedmeczowym low blow. Rewanż między nimi o tytuł został ustalony na kolejny odcinek SmackDown, który Hardy wygrał przez dyskwalifikację po tym, jak został zaatakowany przez Randy’ego Ortona. 3 sierpnia na SummerSlam ustalono kolejną walkę między nimi o tytuł.
W pierwszym sezonie NXT w 2010 roku The Miz służył jako WWE Pro NXT Rookie Daniela Bryana. Przez cały sezon Miz nieustannie krytykował Bryana, twierdząc, że nie jest materiałem na WWE i wyrażając swoje niezadowolenie z tego, że Bryan jest jego debiutantem. To uczucie było wzajemne, ponieważ Bryan regularnie nawiązywał do faktu, że walczył dłużej niż Miz, stwierdzając, że powinien być Pro, a Miz powinien być Rookie. 11 maja na odcinku NXT Bryan został wyeliminowany z programu. W następnym tygodniu po swojej eliminacji, Bryan zaatakował The Miza i Michaela Cole’a na NXT. Obaj następnie feudowali o United States Championship, które Bryan wygrał od Miza na Night of Champions. Sześć lat później, 23 sierpnia 2016 roku w odcinku Talking Smack, Bryan (wówczas generalny menadżer SmackDown) wdał się w słowną kłótnię z The Mizem, która polegała na tym, że Bryan krytykował zdolności zapaśnicze Miza i bezpieczny styl wrestlingu. Miz odpowiedział, że Bryan nie jest w stanie powrócić do rywalizacji na ringu z powodu różnych kontuzji, których doznał podczas swojej kariery WWE. Od tego momentu Bryan i Miz mieli sporadyczne interakcje przez ponad rok. 20 marca 2018 Bryan został medycznie dopuszczony do powrotu do walk w ringu przez lekarzy po czym wznowił swój feud z The Mizem. 31 lipca na SmackDown Bryan wyzwał Miza na pojedynek na SummerSlam. Miz początkowo odrzucił wyzwanie, stwierdzając, że zawsze był powyżej Bryana, wracając do pierwszego sezonu NXT, i zalecił Bryanowi powrót do federacji niezależnych po wygaśnięciu jego kontraktu z WWE. Jednak w następnym tygodniu The Miz przyjął wyzwanie Bryana SummerSlam.
24 lipca na SmackDown Andrade „Cien” Almas pokonał Ruseva. W następnym tygodniu na SmackDown Zelina Vega pokonała Lanę. W następnym tygodniu ustalono rewanż pomiędzy Vegą i Laną, w którym Vega ponownie wygrała. 11 sierpnia przed SummerSlam Kickoff zaplanowano Mixed Tag Team match pomiędzy Rusevem i Laną oraz Almasem i Vegą.
24 lipca na odcinku 205 Live, Drew Gulak zdobył prawo do rywalizacji z Cedricem Alexandrem o WWE Cruiserweight Championship pokonując Mustafę Alego, Hideo Itamiego i TJP w Fatal 4-way matchu. 30 lipca ustalono walkę pomiędzy Alexandrem i Gulakiem o tytuł na SummerSlam. Brian Kendrick i Gentleman Jack Gallagher zostali zbanowami z ringsidu na walkę.

## Wyniki walk
| Nr                                                                   | Wyniki | Stypulacje                                               | Czas  |
| -------------------------------------------------------------------- | --- | -------------------------------------------------------- | ----- |
| 1P                                                                   | Andrade i Zelina Vega pokonali Lanę i Ruseva                                                                                        | Mixed Tag Team match                                     | 7:00  |
| 2P                                                                   | Cedric Alexander (c) pokonał Drew Gulaka                                                                                            | Singles match o WWE Cruiserweight Championship           | 10:15 |
| 3P                                                                   | Team B (Bo Dallas i Curtis Axel) (c) pokonali The Revival (Dasha Wildera i Scotta Dawsona)                                          | Tag Team match o WWE Raw Tag Team Championship           | 6:15  |
| 4                                                                    | Seth Rollins (z Deanem Ambrosem) pokonał Dolpha Zigglera (c) (z Drew McIntyre’em)                                                   | Singles match o WWE Intercontinental Championship        | 22:00 |
| 5                                                                    | The New Day (Big E i Xavier Woods) (z Kofim Kingstonem) pokonali The Bludgeon Brothers (Harpera i Rowana) (c) przez dyskwalifikację | Tag Team match o WWE SmackDown Tag Team Championship     | 9:45  |
| 6                                                                    | Braun Strowman (MiTB) pokonał Kevina Owensa                                                                                         | Singles match o kontrakt Money in the Bank               | 1:50  |
| 7                                                                    | Charlotte Flair pokonała Carmellę (c) i Becky Lynch                                                                                 | Triple Threat match o WWE SmackDown Women’s Championship | 15:15 |
| 8                                                                    | Samoa Joe pokonał AJ Stylesa (c) przez dyskwalifikację                                                                              | Singles match o WWE Championship                         | 22:45 |
| 9                                                                    | The Miz pokonał Daniela Bryana | Singles match                                            | 23:30 |
| 10                                                                   | „The Demon” Finn Bálor pokonał Barona Corbina                                                                                       | Singles match                                            | 1:35  |
| 11                                                                   | Shinsuke Nakamura (c) pokonał Jeffa Hardy’ego                                                                                       | Singles match o WWE United States Championship           | 11:00 |
| 12                                                                   | Ronda Rousey pokonała Alexę Bliss (c) poprzez submission                                                                            | Singles match o WWE Raw Women’s Championship             | 4:00  |
| 13                                                                   | Roman Reigns pokonał Brocka Lesnara (c) (z Paulem Heymanem)                                                                         | Singles match o WWE Universal Championship               | 6:10  |
| (c) – mistrz/mistrzyni przed walkąP – walka miała miejsce w pre-show | |                                                          |       |

### Turniej o SmackDown Tag Team Championship
|  |                                         |                                         |                                  |                    |       |                                     |                                     |                       |
|  | Półfinały SmackDown (7/24, 7/31)        | Półfinały SmackDown (7/24, 7/31)        | Półfinały SmackDown (7/24, 7/31) |                    |       | Finał SmackDown (8/7)               | Finał SmackDown (8/7)               | Finał SmackDown (8/7) |
|  | Półfinały SmackDown (7/24, 7/31)        | Półfinały SmackDown (7/24, 7/31)        | Półfinały SmackDown (7/24, 7/31) |                    |       | Finał SmackDown (8/7)               | Finał SmackDown (8/7)               | Finał SmackDown (8/7) |
|  |                                         |                                         |                                  |                    |       |                                     |                                     |                       |
|  |                                         |                                         |                                  |                    |       |                                     |                                     |                       |
|  | The New Day (Big E i Xavier Woods)      | The New Day (Big E i Xavier Woods)      | Pin                              |                    |       |                                     |                                     |                       |
|  | The New Day (Big E i Xavier Woods)      | The New Day (Big E i Xavier Woods)      | Pin                              |                    |       |                                     |                                     |                       |
|  | Sanity (Alexander Wolfe i Killian Dain) | Sanity (Alexander Wolfe i Killian Dain) | 7:55                             |                    |       |                                     |                                     |                       |
|  | Sanity (Alexander Wolfe i Killian Dain) | Sanity (Alexander Wolfe i Killian Dain) | 7:55                             |                    |       | The New Day (Big E i Kofi Kingston) | The New Day (Big E i Kofi Kingston) | Pin                   |
|  |                                         |                                         |                                  |                    |       | The New Day (Big E i Kofi Kingston) | The New Day (Big E i Kofi Kingston) | Pin                   |
|  |                                         |                                         | Sheamus and Cesaro               | Sheamus and Cesaro | 21:32 |                                     |                                     |                       |
|  | The Usos (Jey Uso i Jimmy Uso)          | The Usos (Jey Uso i Jimmy Uso)          | Sheamus and Cesaro               | Sheamus and Cesaro | 21:32 | 13:55                               |                                     |                       |
|  | The Usos (Jey Uso i Jimmy Uso)          | The Usos (Jey Uso i Jimmy Uso)          |                                  |                    |       |                                     |                                     |                       |
|  | Sheamus i Cesaro                        | Sheamus i Cesaro                        | Pin                              |                    |       |                                     |                                     |                       |
|  | Sheamus i Cesaro                        | Sheamus i Cesaro                        | Pin                              |                    |       |                                     |                                     |                       |
|  |                                         |                                         |                                  |                    |       |                                     |                                     |                       |